# Unic (automerk)

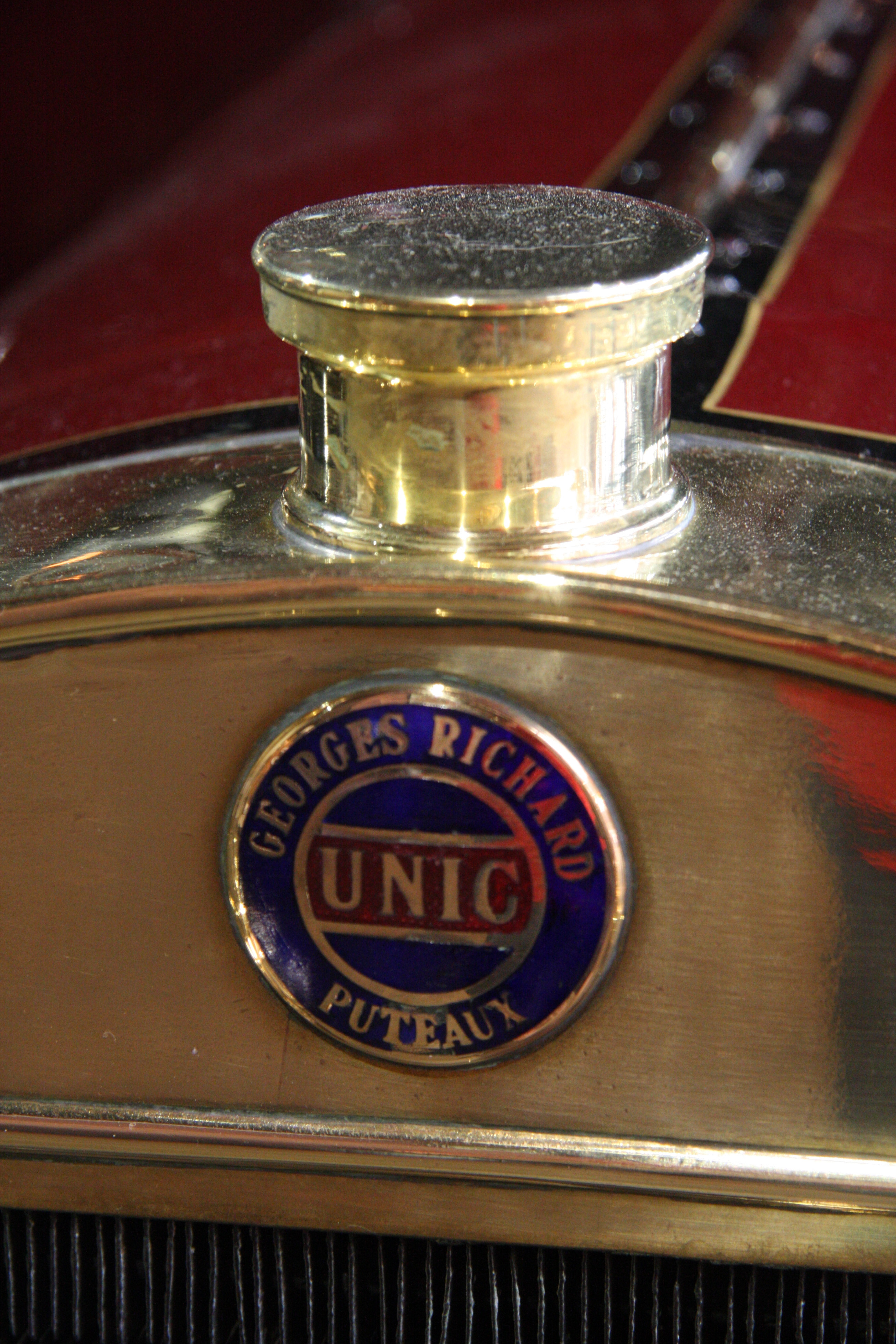
Unic-embleem op een voertuig

Unic was een Franse fabrikant van personen- en vrachtwagens. De hoofdvestiging stond in Puteaux bij Parijs. Het bedrijf werd opgericht in 1905 als producent van personenwagens, maar rond 1937 schakelde de fabriek over op de productie van vrachtwagens.
Rond de eeuwwisseling had Georges Richard met Henri Brassier een autofabriek opgericht. Deze verkocht voertuigen onder de merknaam Richard. De samenwerking liep in 1905 ten einde en Richard huurde een fabriek in Puteaux. Hij kon zijn eigen naam niet meer gebruiken en ging over op de nieuwe merknaam Unic.
Zijn eerste auto’s hadden een tweecilindermotor en de vraag naar deze goedkope voertuigen was goed. Veel voertuigen werden ingezet als taxi. Hij ontwikkelde ook duurdere auto’s met zwaardere motoren, maar hiervan vielen de verkopen tegen. In 1936 had Unic twee modellen in de verkoop, de U4 en de U6. De eerste had een 2 liter viercilinder motor en de U6 een 3 liter zescilinder. De verkopen vielen tegen en Unic staakte de productie van personenwagens en richtte zich uitsluitend op de ontwikkeling en productie van vrachtwagens.
Voor het uitbreken van de oorlog kreeg Unic veel opdrachten van het Franse leger voor de herbewapening. Van de Unic P107, een halfrupsvoertuig, werden duizenden exemplaren besteld.
In 1952 ging het bedrijf op in Simca en voertuigen stonden bekend onder de merknaam Unic-Simca. Eind vijftiger jaren werd in samenwerking met Marmon-Herrington een succesvolle lichte vrachtwagen voor het Franse leger ontwikkeld. Zo'n 9000 exemplaren van de SUMB MH600BS zijn er geproduceerd.
In 1966 ging het bedrijf intensief samenwerken met de Italiaanse Fiat Groep. Het verzorgde de distributie van Fiat en Officine Meccaniche (OM) vrachtwagens in Frankrijk. In 1975 werden alle vrachtwagenactiviteiten van Unic ondergebracht in Iveco.

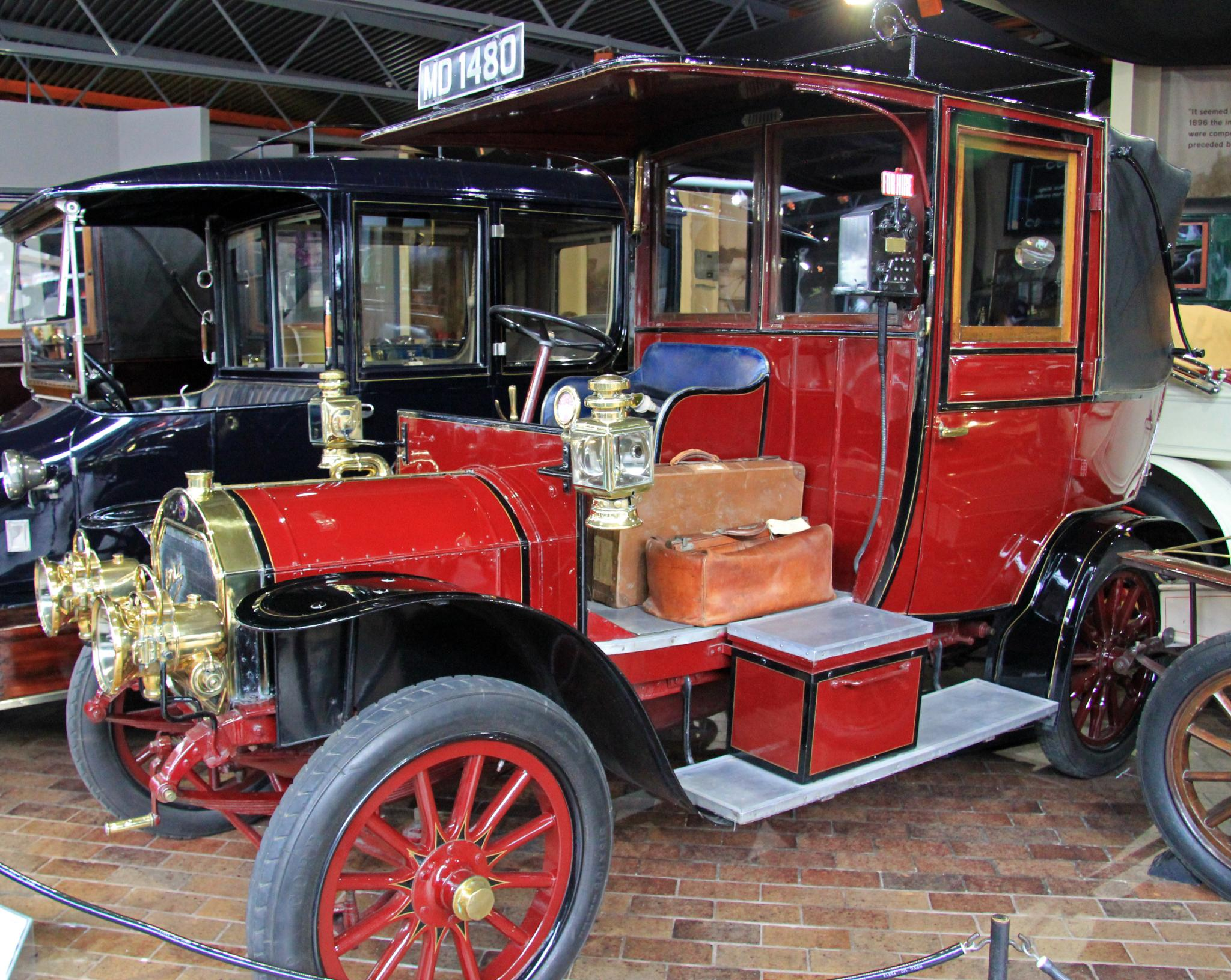
Unic-taxi
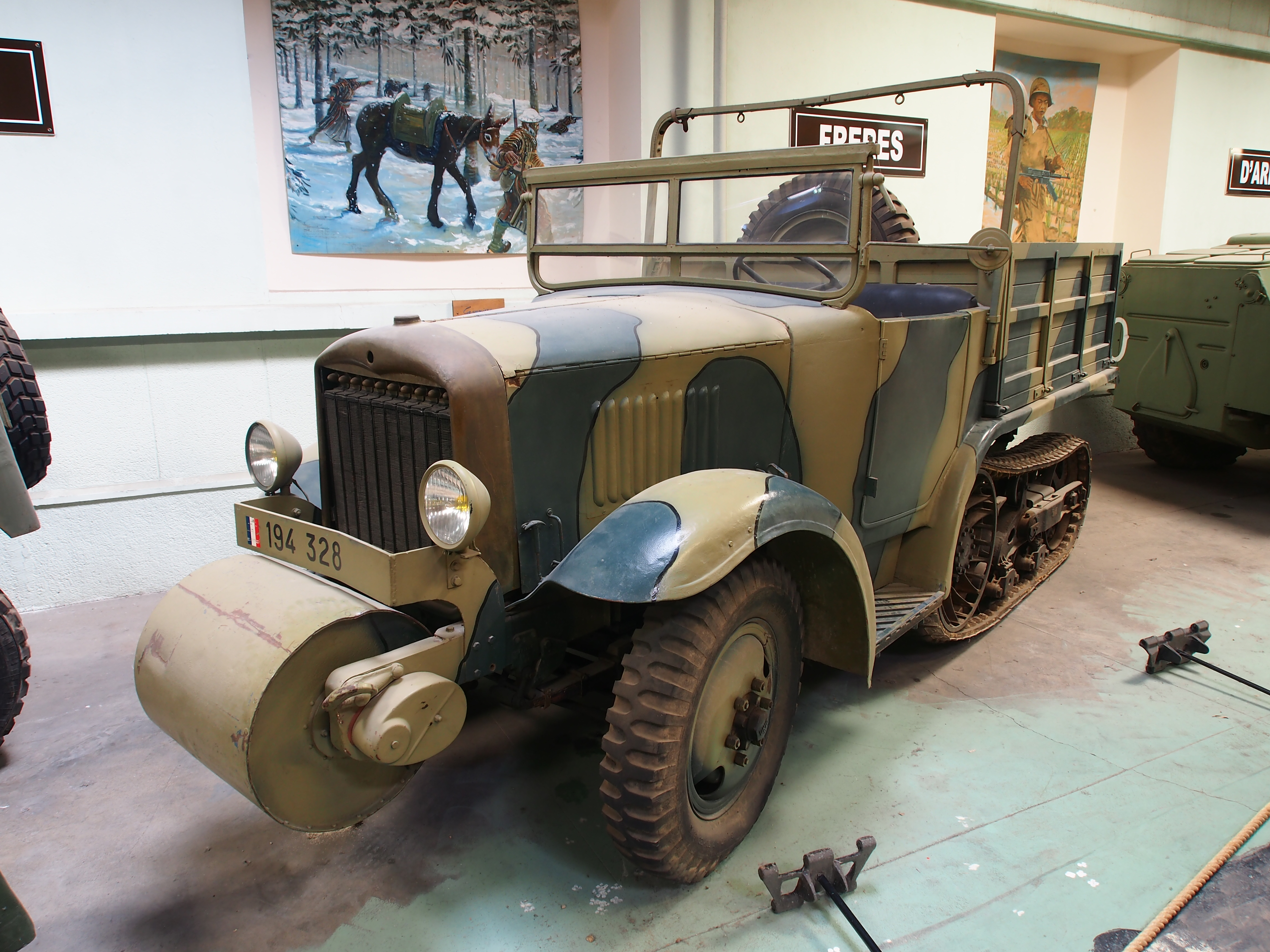
Unic P107
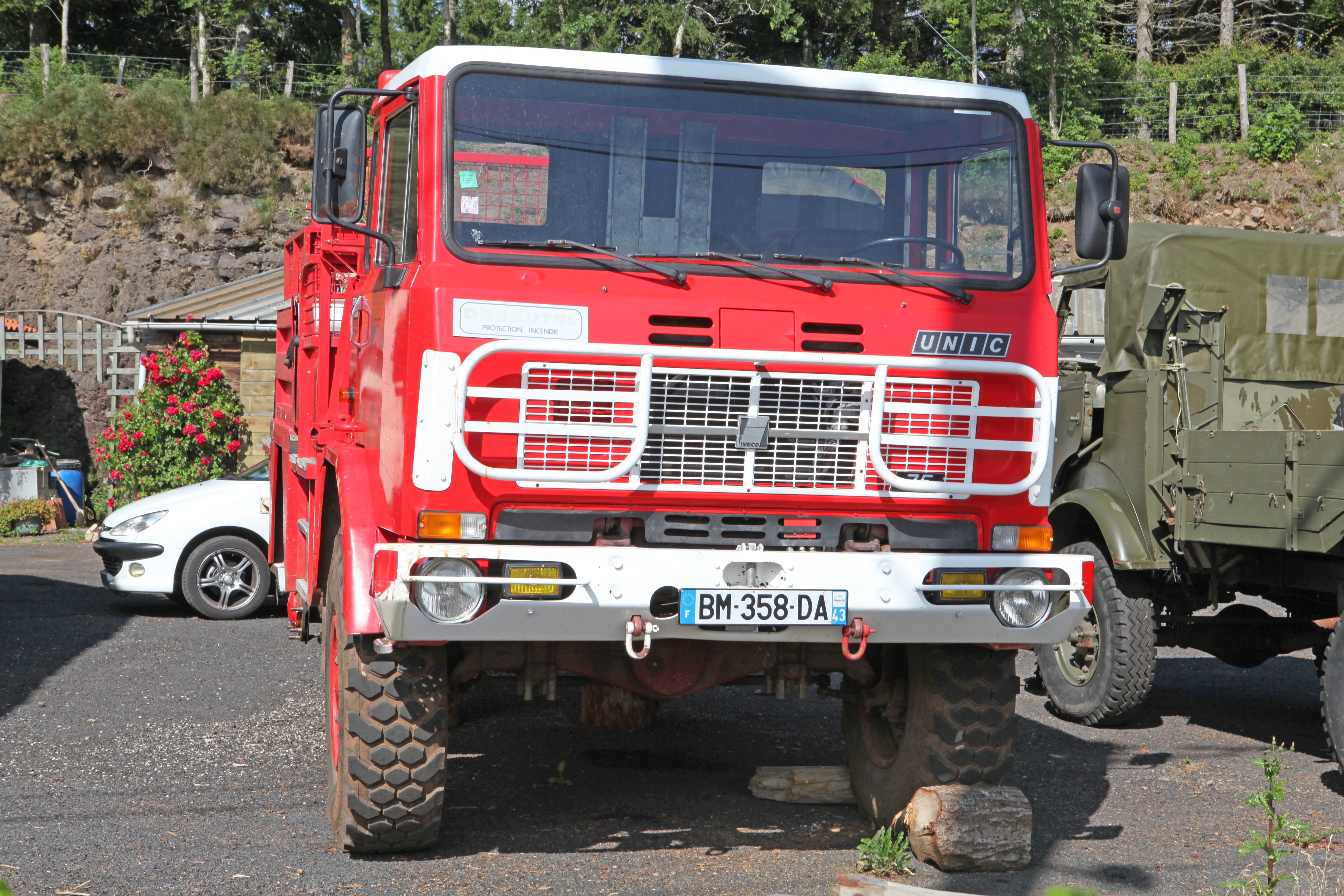
Unic 75 uit 1982

- Virtual International Authority File: 490149196319874791099